# آئگیداینبرگ
آئگیداینبرگ (به آلمانی: Aegidienberg) یک منطقهٔ مسکونی در آلمان است که در باد هونف واقع شده‌است. آئگیداینبرگ ۷٬۰۸۹ نفر جمعیت دارد.